# Hypogeococcus pungens
Hypogeococcus pungens är en insektsart som beskrevs av Granara de Willink 1981. Hypogeococcus pungens ingår i släktet Hypogeococcus och familjen ullsköldlöss. Inga underarter finns listade i Catalogue of Life.